# Coupe d'Asie des vainqueurs de coupe de football 2001-2002
Navigation
Édition précédente
La Coupe d'Asie des vainqueurs de coupe 2001-2002 est la douzième et dernière édition de la Coupe d'Asie des vainqueurs de coupe, compétition organisée par l'AFC. Elle oppose les vainqueurs des Coupes nationales des pays asiatiques lors de rencontres disputées en matchs aller-retour, à élimination directe.
Cette saison voit le sacre du club saoudien d'Al-Hilal FC qui bat les Sud-Coréens de Jeonbuk Hyundai Motors lors de la finale disputée à Doha, au Qatar. C'est la deuxième Coupe des Coupes pour le club, après celle remportée en 1997 et le sixième titre pour l'Arabie saoudite, qui aura remporté à elle seule la moitié des éditions disputées. Quant au représentant sud-coréen, il atteint pour la troisième fois la finale, sans avoir réussi à inscrire son nom au palmarès.
La compétition disparaît à la suite de la décision de l'AFC de n'organiser qu'une seule et unique compétition inter-clubs en Asie : la Ligue des champions de l'AFC, qui sera donc également ouverte aux vainqueurs des Coupes nationales à compter de l'édition 2002-2003.

## Résultats

### Premier tour

#### Asie de l'Ouest
| Équipe 1            | Résultat      | Équipe 2                | Aller | Retour |
| ------------------- | ------------- | ----------------------- | ----- | ------ |
| Al Sadd Sports Club | 2 - 2 5-3 tab | Fajr Sepasi             | 1 - 1 | 1 - 1  |
| Al Sha'ab Hadramaut | 3 - 7         | Al-Weehdat              | 3 - 2 | 0 - 5  |
| Al Ain Club         | -             | Al-Salmiya SC forfait   | -     | -      |
| Al Aqsa             | 4e - 4        | Al Qowa Al Jawia Bagdad | 1 - 0 | 3 - 4  |
| Tishreen SC         | 3 - 4         | Al-Hilal FC             | 2 - 3 | 1 - 1  |
| Nisa Achgabat       | 2 - 4         | Regar-TadAZ Tursunzoda  | 1 - 0 | 1 - 4  |
| SKA-PVO Bichkek     | 3 - 4         | Pakhtakor Tachkent      | 2 - 1 | 1 - 3  |

#### Asie de l'Est
| Équipe 1                         | Résultat | Équipe 2                 | Aller | Retour |
| -------------------------------- | -------- | ------------------------ | ----- | ------ |
| South China AA                   | -        | Negombo Youth SC forfait | -     | -      |
| forfait Représentant du Pakistan | -        | Cong An Ho Chi Minh      | -     | -      |
| Victory SC                       | 4 - 2    | PSM Makassar             | 3 - 0 | 1 - 2  |

### Huitièmes de finale

#### Asie de l'Ouest
| Équipe 1           | Résultat | Équipe 2               | Aller | Retour |
| ------------------ | -------- | ---------------------- | ----- | ------ |
| Al-Shabab RiyadT   | 2 - 3    | Al Sadd Sports Club    | 0 - 0 | 2 - 3  |
| Al-Weehdat         | 2 - 3    | Al Ain Club            | 2 - 1 | 0 - 2  |
| Al-Hilal FC        | 7 - 1    | Al Aqsa                | 5 - 0 | 2 - 1  |
| Pakhtakor Tachkent | 3 - 5    | Regar-TadAZ Tursunzoda | 2 - 2 | 1 - 3  |

#### Asie de l'Est
| Équipe 1                | Résultat | Équipe 2            | Aller | Retour |
| ----------------------- | -------- | ------------------- | ----- | ------ |
| South China AA          | 3 - 8    | Shimizu S-Pulse     | 3 - 2 | 0 - 6  |
| Jeonbuk Hyundai Motors  | 12 - 0   | Victory SC          | 8 - 0 | 4 - 0  |
| Royal Thai Air Force FC | 1 - 5    | Home United FC      | 1 - 0 | 0 - 5  |
| Chongqing Lifan         | 9 - 1    | Cong An Ho Chi Minh | 8 - 1 | 1 - 0  |

### Quarts de finale

#### Asie de l'Ouest
| Équipe 1               | Résultat | Équipe 2    | Aller | Retour |
| ---------------------- | -------- | ----------- | ----- | ------ |
| Regar-TadAZ Tursunzoda | 0 - 5    | Al-Hilal FC | 0 - 2 | 0 - 3  |
| Al Sadd Sports Club    | 2e - 2   | Al Ain Club | 1 - 0 | 1 - 2  |

#### Asie de l'Est
| Équipe 1               | Résultat | Équipe 2        | Aller | Retour |
| ---------------------- | -------- | --------------- | ----- | ------ |
| Home United FC         | 0 - 4    | Chongqing Lifan | 0 - 2 | 0 - 2  |
| Jeonbuk Hyundai Motors | 3e - 3   | Shimizu S-Pulse | 1 - 1 | 2 - 2  |

### Phase finale
L'ensemble des rencontres est disputé à Doha, au Qatar du 28 au 30 mars 2002.

#### Demi-finales
| Équipe 1               | Résultat | Équipe 2        |
| ---------------------- | -------- | --------------- |
| Jeonbuk Hyundai Motors | 2 - 0    | Chongqing Lifan |
| Al Sadd Sports Club    | 0 - 1    | Al-Hilal FC     |

#### Match pour la3eplace
| Équipe 1            | Résultat      | Équipe 2        |
| ------------------- | ------------- | --------------- |
| Al Sadd Sports Club | 0 - 0 7-6 tab | Chongqing Lifan |

#### Finale
| 30 mars 2002 | Al-Hilal FC                       | 2 - 1 beo | Jeonbuk Hyundai Motors         | Doha |  |
|              | Edmilson 49e · Hussein Al Ali 98e |           | Julio Cesar Gouveia 73e (pen.) |      |  |